# ホセ・サクリスタン
ホセ・マリア・サクリスタン・トゥリエガーノ（José María Sacristán Turiégano, 1937年9月27日 - ）は、スペインの俳優・映画監督。

## 経歴
1983年から1992年までに3本の映画作品を監督している。1978年には『Un hombre llamado Flor de Otoño』で、2012年には『El muerto y ser feliz』でサン・セバスティアン国際映画祭主演男優賞を受賞した。2012年に『El muerto y ser feliz』でゴヤ賞主演男優賞を受賞した。2014年には『マジカル・ガール』でゴヤ賞主演男優賞にノミネートされた。2014年にはフェロス賞で栄誉賞を受賞し、2015年には『マジカル・ガール』でフェロス賞助演男優賞を受賞した。

## フィルモグラフィー

### 監督作品
- 1983年 Soldados de plomo
- 1987年 Cara de acelga
- 1992年 Yo me bajo en la próxima, ¿y usted?

### 出演作品
- 1974年 『赤いブーツの女』 LA FEMME AUX BOTTES ROUGES
- 1979年 『ピンクのルージュ』 TIGERS IN LIPSTICK
- 2011年 『バスルーム 裸の2日間』 Madrid, 1987
- 2014年 『マジカル・ガール』 Magical Girl
- 2015年 『ザ・レイジ 果てしなき怒り』 Toro